# Vellozia sellowii
Vellozia sellowii là một loài thực vật có hoa trong họ Velloziaceae. Loài này được Seub. miêu tả khoa học đầu tiên năm 1847.

## Nơi sống
Loài này có nguồn gốc từ Bolivia tới Đông Nam Brazil (Minas Gerais). Đây là loài cây bụi và phát triển chủ yếu ở những khu vực khô hạn theo mùa.